# Tulpan
Tulpan – kazachski film tragikomiczny z 2008 roku w reżyserii Siergieja Dworcewoja, zrealizowany w międzynarodowej koprodukcji. Jego akcja toczy się na stepach Kazachstanu.

## Treść
Po zakończeniu służby wojskowej w rosyjskiej marynarce wojennej, młody mężczyzna Asa wraca do ojczystych stepów. Marzy o posiadaniu własnej jurty i pracy pasterza. Zgodnie z obyczajem, by być szanowanym członkiem społeczności i posiąść własne stado, mężczyzna musi się najpierw ożenić. Jego wybór pada na piękną dziewczynę Tulpan, której przeszkadzają jego odstające uszy. Jednak Asa nie poddaje się.

## Obsada
- Askhat Kuchinchirekov (Asa)
- lzhan Niyazbayeva (Tulpan)
- Samał Jesliamowa (Samał, siostra Asy)
- Ondasyn Besikbasov (Ondas, mąż Samał)
- Tulepbergen Baisakalov (Boni)
- Bereke Turganbayev (Beke)
- Nurzhigit Zhapabayev (Nuka)
- Mahabbat Turganbayeva (Maha)
- Amangeldi Nurzhanbayev (ojciec Tulpan)
- Tazhyban Kalykulova (matka Tulpan)
- Zhappas Dzhailaubaev (brygadzista)
- Esentai Tulendiev (weterynarz)

## Nagrody i wyróżnienia
- 2008 – Siergiej Dworcewoj: 61. MFF w Cannes – Nagroda Główna w sekcji "Un Certain Regard"
- 2008 – Siergiej Dworcewoj: MFF w Karlovych Warach – Nagroda Główna konkursu "East of the West"
- 2008 – Siergiej Dworcewoj: MFF w Tokio – Grand Prix
- 2008 – Siergiej Dworcewoj: MFF w Londynie – "Sutherland Trophy" dla najbardziej oryginalnego filmu
- 2008 – Siergiej Dworcewoj: Cottbus (Festiwal Młodego Kina Wschodnioeuropejskiego) – Nagroda za reżyserię
- 2008 – Jolanta Dylewska: Bitola (MF Operatorów Filmowych "Manaki Brothers") – "Silver Camera 300"
- 2009 – Jolanta Dylewska: Asian Film Award – w kategorii: najlepsze zdjęcia